# Noordelijk Kalapuya
Noordelijk Kalapuya of Tualatin-Yamhill is een uitgestorven Kalapuyataal die gesproken werd door groepen Kalapuya in het noorden van de Willamette Valley in Noordwest-Oregon, ten zuidwesten van de huidige stad Portland. De taal kende ten minste twee dialecten: Tualatin (Tfalati, Atfalati, dat werd gesproken langs de Tualatin) en Yamhill, dat langs de Yamhill gesproken werd. De taal is nauw verwant aan Centraal Kalapuya.